# Dolichotis patagonum
Il marà della Patagonia (Dolichotis patagonum, Zimmermann, 1780) è un mammifero, la cui forma morfologica ricorda sia la cavia (è infatti conosciuto anche come cavia della Patagonia) che la lepre (dove mostrano una similitudine anche comportamentale per via dei caratteristici salti e corse). Tuttavia la sua somiglianza alla lepre è un caso di convergenza evolutiva, ma non sono specie imparentate. Infatti il Dolichotis è un roditore, stretto parente delle cavie, mentre la lepre appartiene ai lagomorfi. Fra le due specie di Dolichotis, il D. patagonum è quello dalle dimensioni maggiori.

## Descrizione
Il Marà è un grosso roditore dalle zampe lunghe. L'aspetto ed il comportamento ricordano quelli di un giovane capriolo. Ha una macchia chiara sul collo simile ad un collare e una frangia biancastra sulla piccola coda. Ha il muso lungo e gli occhi e le orecchie grandi. 

## Biologia
Il Marà corre e salta con grande agilità e si nutre principalmente di erba e di arbusti bassi. La coppia rimane unita per tutta la vita e scava ampie tane per accogliere la prole.

## Distribuzione
I marà della Patagonia sono roditori diurni dell'America del Sud, dove l'allevamento delle pecore, l'introduzione della lepre con le sue malattie e la rapida diffusione hanno comportato una diminuzione di tale specie. Le femmine partoriscono da 2 ai 5 figli. Sono diffusi soprattutto in Argentina, in particolar modo nella regione della Patagonia.

## Galleria d'immagini

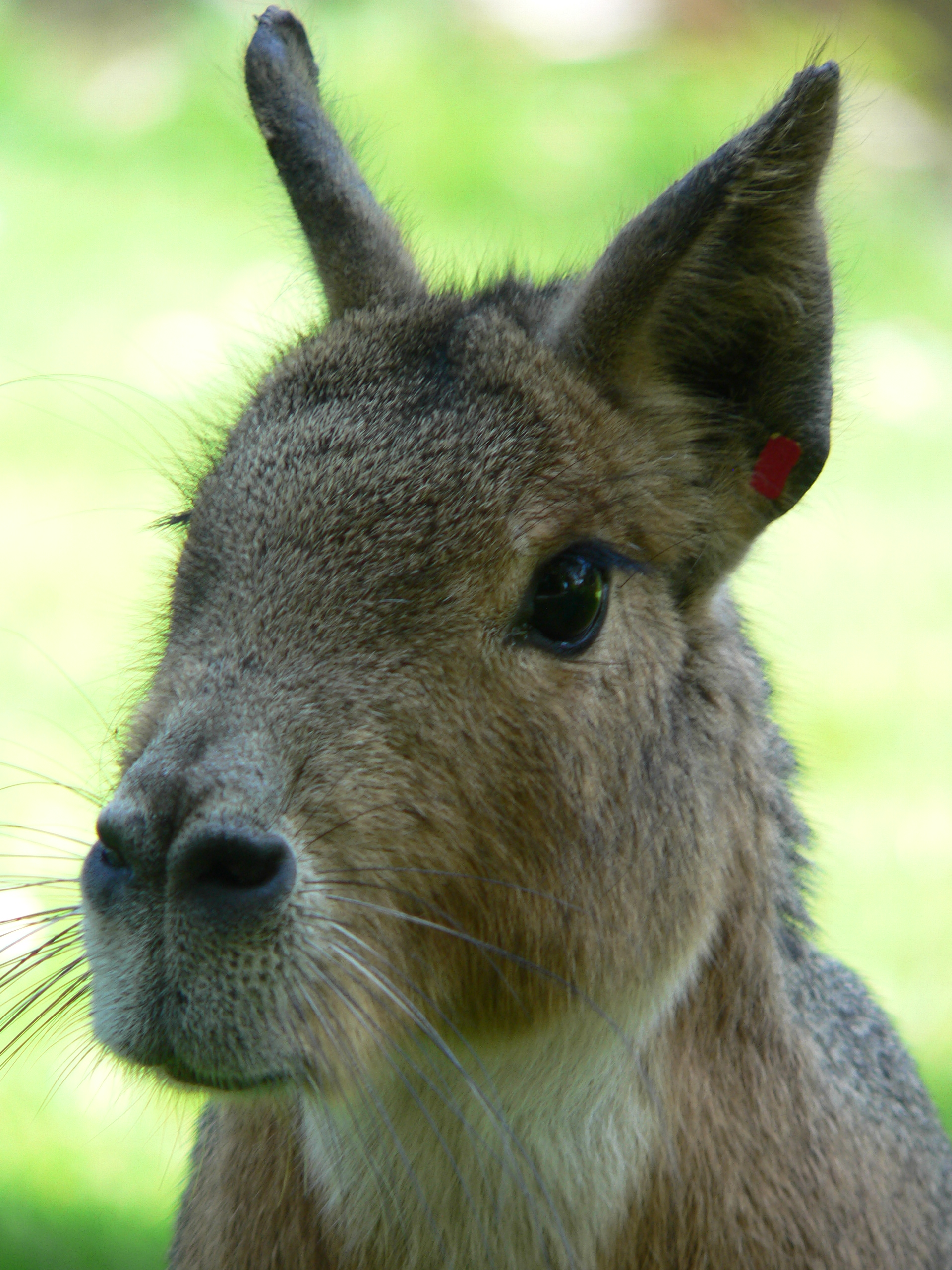
Primo piano di un marà della Patagonia
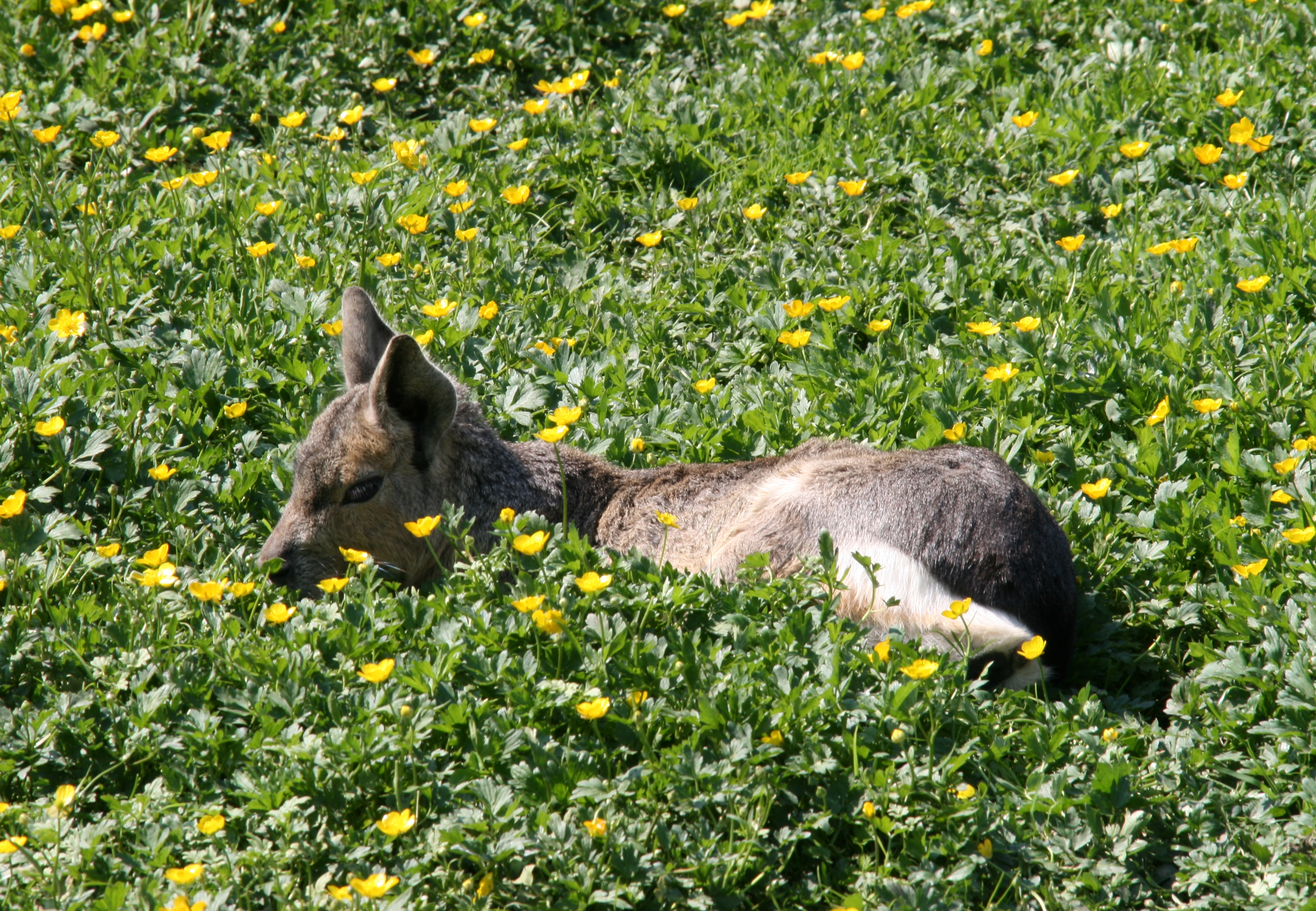
Un marà che foraggia
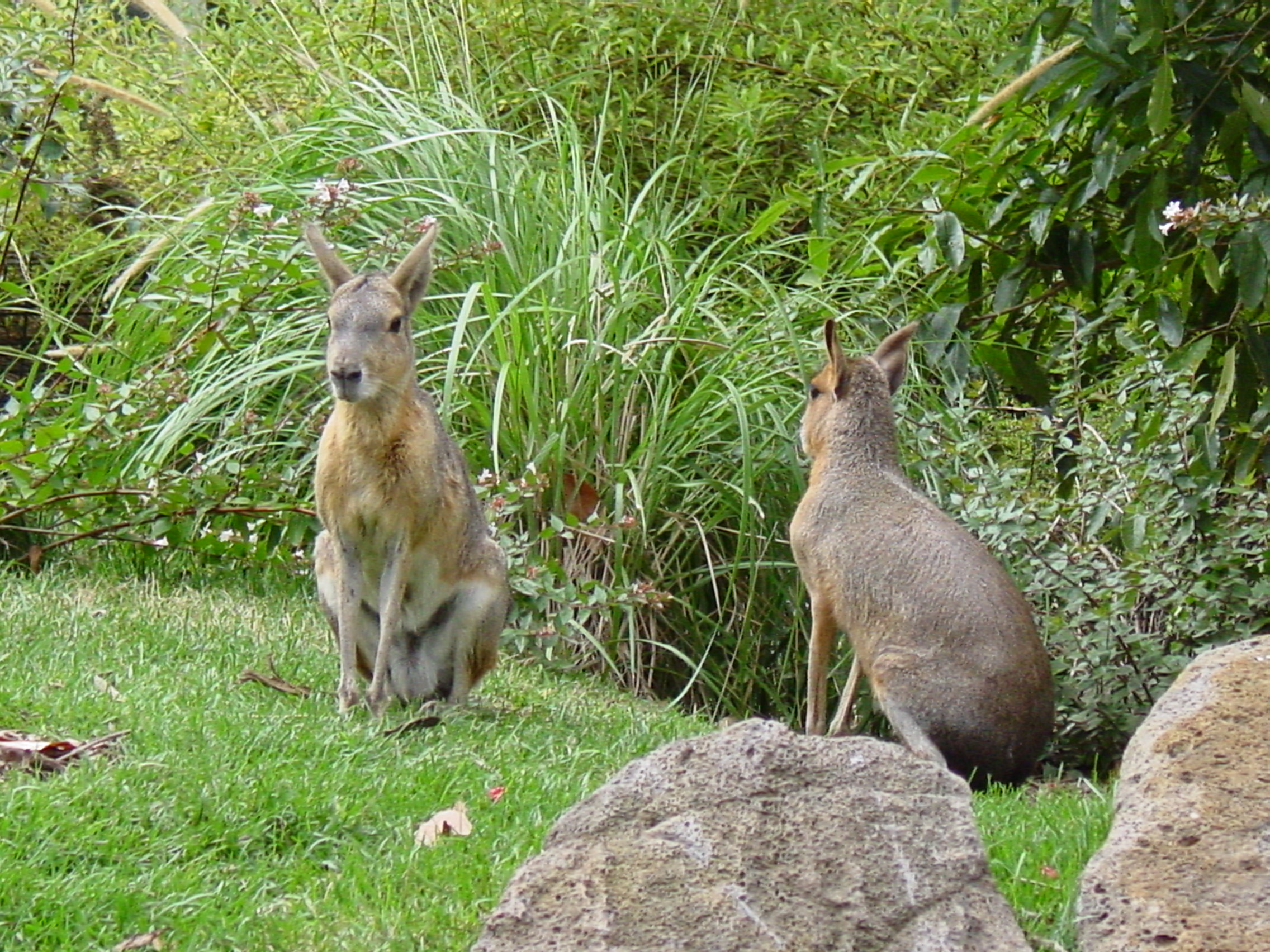
Una coppia di marà della Patagonia allo zoo di Melbourne
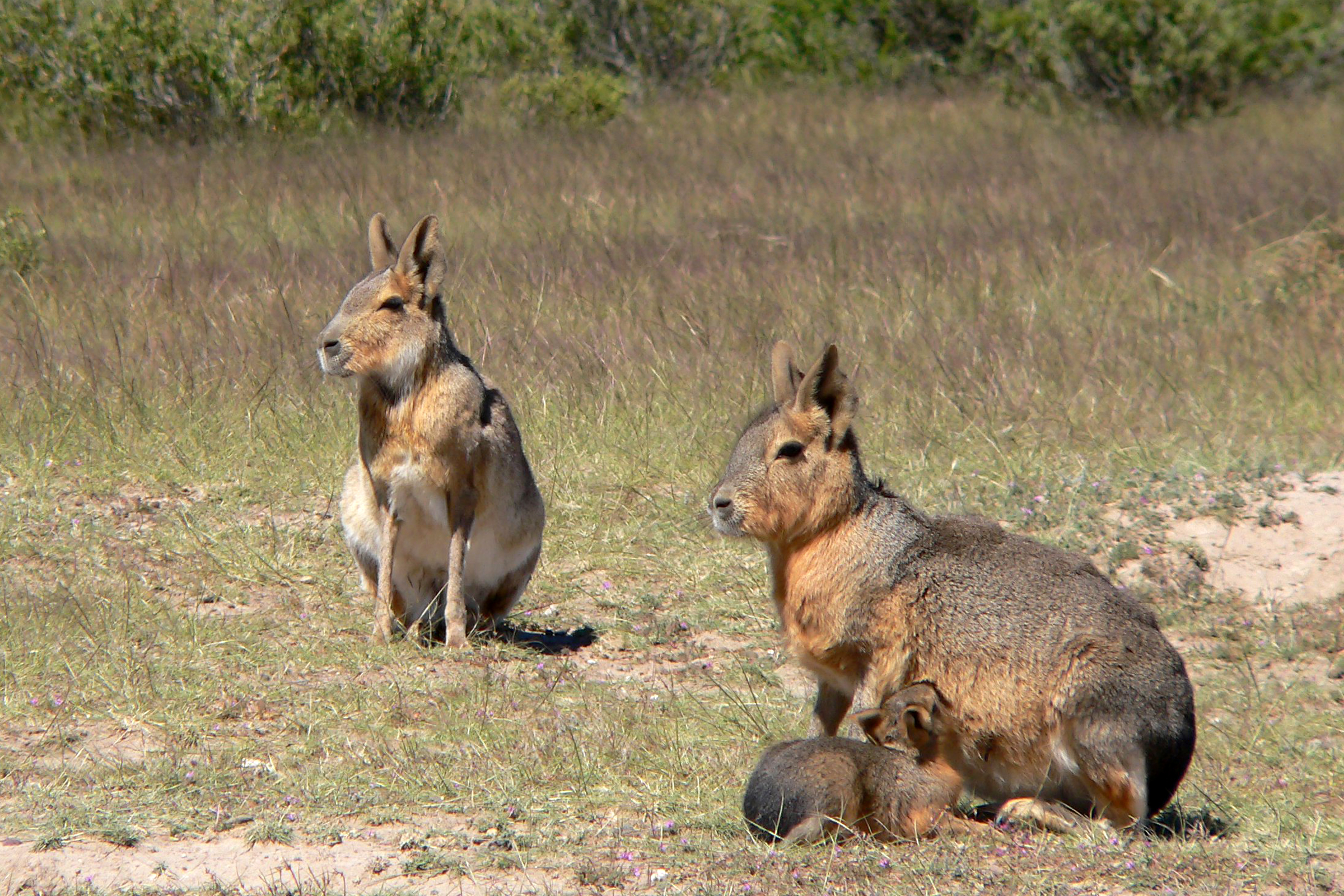
Una coppia di marà con i loro cuccioli